# Hargla församling
Hargla församling (estniska: Hargla kogudus) är en församling som tillhör Valga kontrakt inom den Estniska evangelisk-lutherska kyrkan. Församlingen omfattar Taheva kommun i landskapet Valgamaa samt större delen av Mõniste kommun i landskapet Võrumaa.